# Bisse (Bootstyp)

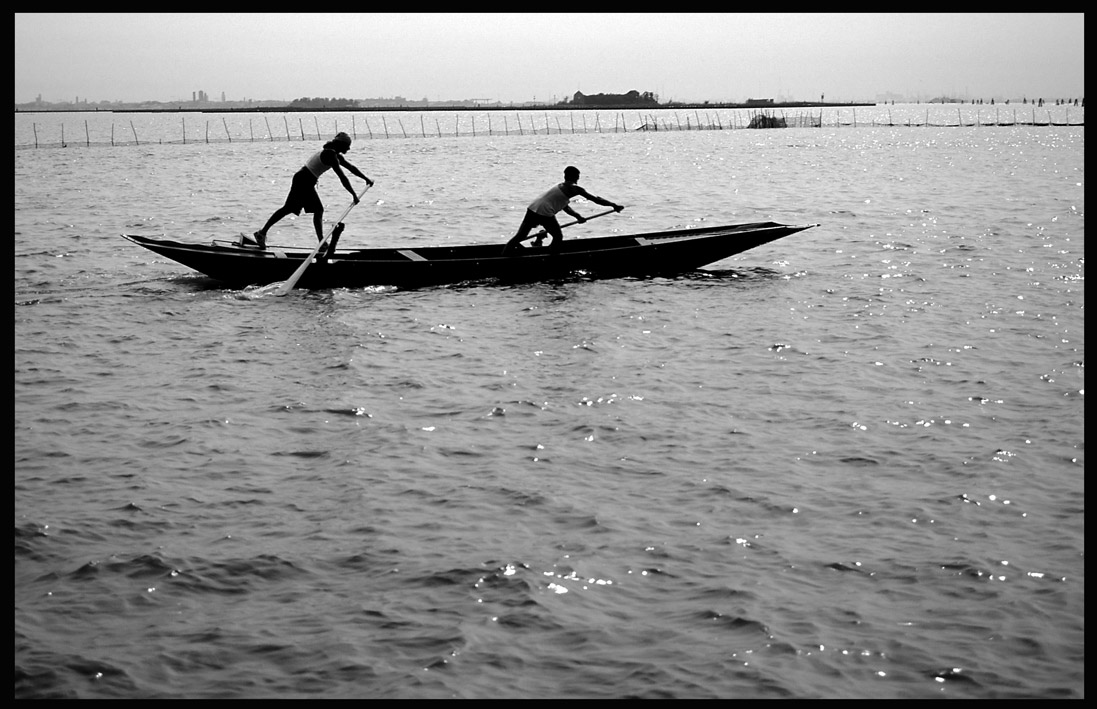
„Venezianisches Rudern“ mit einer traditionellen, als Fischerboot verwendeten, Bisse

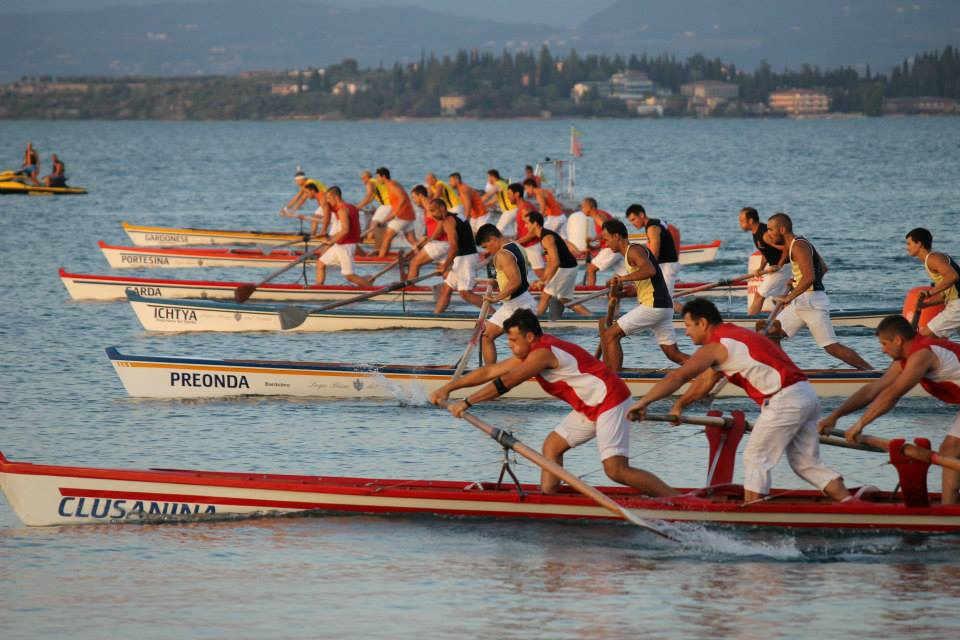
Moderne Bisse zu Beginn eines Rennens

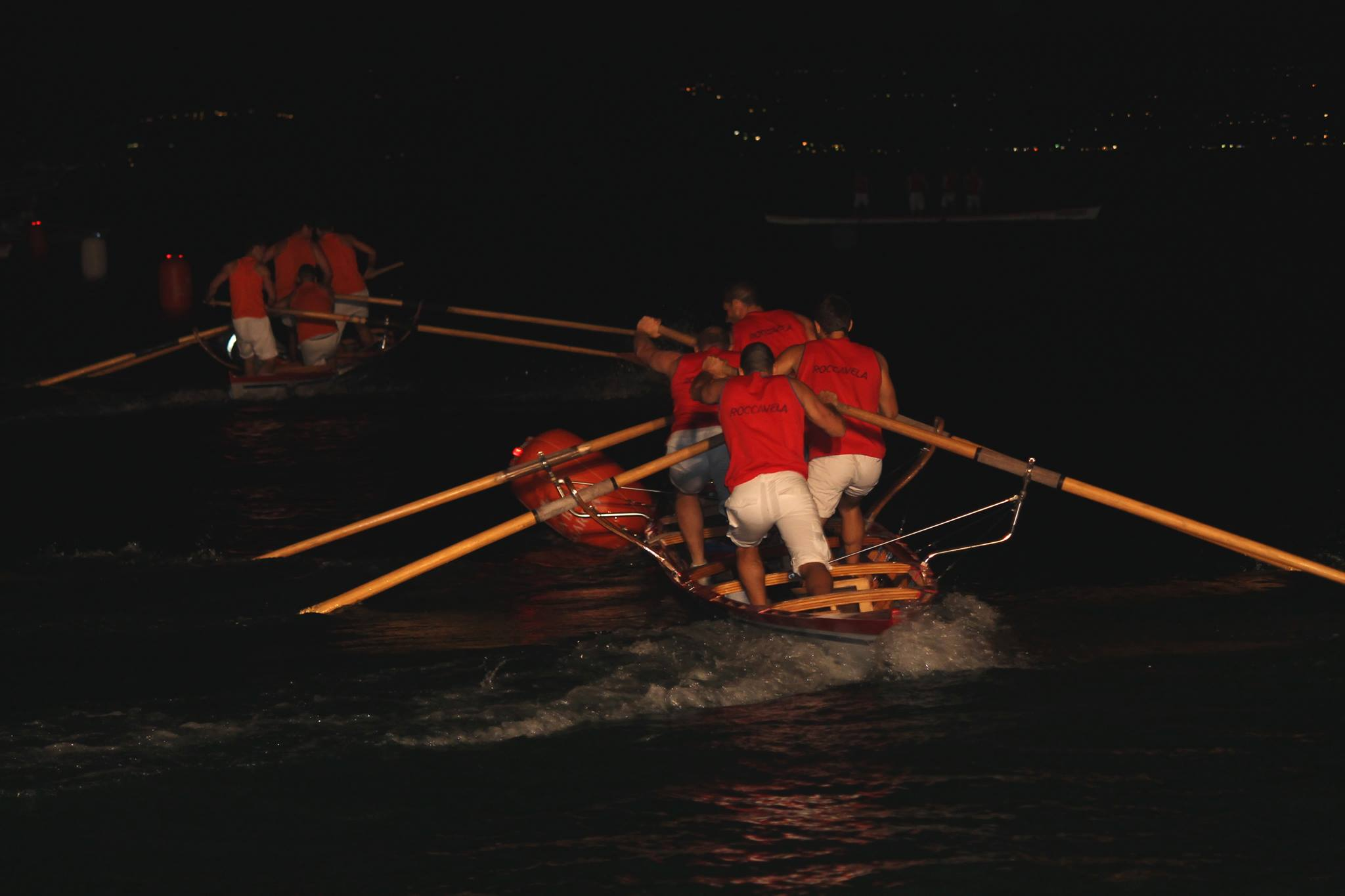
Bisse beim Umrunden der Boje

Die Bisse (italienisch: La bissa / Plural: Le bisse) ist ein, aus dem norditalienischen Raum stammendes Ruderboot, das von einer (oder mehreren) Personen im Stehen gerudert wird. Die Fahrtechnik mit der Bisse ähnelt sehr stark jener, der venezianischen Gondel.
Dieser Bootstyp wurde über Jahrhunderte traditionell als Fischerboot hauptsächlich in der Gegend um Venedig und den oberitalienischen Seen, hier vor allem am Gardasee eingesetzt. Im Zuge der technischen Entwicklung in der Fischerei (Motorisierung) verloren die Bissen zunehmend an Bedeutung und werden heutzutage nur noch (in modifizierter Form) bei sportlichen Wettkämpfen eingesetzt.
Ähnliche Bootstypen sind der Weidling, der Nachen oder der Spreewaldkahn, die aber eher durch Staken als durch Rudern fortbewegt werden.

## Bauweise
Die moderne Bisse, die heute bei den Ruderwettbewerben der „Bandiera del Lago“ eingesetzt wird, entstand in den 1960er Jahren.
Es ist ein Boot für vier Ruderer, mit einer Gesamtlänge von 10,40 Metern. Der Rumpf ist am Boden 67 cm breit, und die höchstens 30 cm hohen Seitenwände vergrößern diese Breite auf maximal 120 cm. Es ist ein Mindestgewicht von 115 kg vorgeschrieben, aber das durchschnittliche Gewicht dieser Boote liegt bei 130 kg. Sie haben einen flachen Boden und keinen Kiel, das verleiht dem Schiff nicht nur eine beträchtliche Wendigkeit, sondern auch eine größere Stabilität. Die Bisse hat vier Dollen, Forcole genannt, eine für jeden der Ruderer. Im Gegensatz zu anderen Ruderwettbewerben, wie zum Beispiel Vierer ohne Steuermann, bei denen die Sportler entgegen der Fahrtrichtung sitzen und auf Zug rudern, stehen die „Bissoni“ mit Blick nach vorne in ihren Booten und rudern auf Druck. Diese Technik des stehenden Ruderns wird auf Italienisch „Voga in piedi“ oder auch „Voga alla veneta“, im übertragenen Sinn, Venezianisches Rudern genannt.

## Sportlicher Einsatz
Erste Wettrennen mit diesen Booten fanden schon in der Zeit der Republik Venedig statt, die sich zwischen 1405 und 1796 bis zum Gardasee erstreckte. Der erste Palio (zu deutsch etwa: Wettkampf zwischen den Vierteln einer Stadt oder zwischen benachbarten Gebieten) auf dem Gardasee soll 1548 in Salò stattgefunden haben und wurde zu Ehren des „Clarissimus Provvisore“ Stefano Tiepolo – Venedigs Statthalter am Gardasee – organisiert. Seit 1968 organisiert die Lega Bisse del Garda jeden Sommer eine Meisterschaft mit dem Namen „Bandiera del Lago“, an der die Teams der wichtigsten Orte des Gardasees und des Iseosees teilnehmen.
Die Regatten finden zwischen Juni und August in den Abendstunden in den Gewässern vor den gastgebenden Städten statt. Die Strecke ist etwa 1.400 Meter lang und besteht aus 6 parallel verlaufenden Fahrspuren von etwa 350 Metern, die viermal zurückgelegt werden müssen. Es gibt drei Umrundungen der Boje, die eine besondere Technik erfordern, da die Ruderer dabei das fast 10,5 Meter lange Boot, bei möglichst kleinem Wendekreis, um die eigene Achse drehen müssen. Seit 2012 sind auch Boote die von weiblichen Besatzungen gerudert werden, Teil der Meisterschaft „Bandiera del Lago“.
Traditionell treten die Bisse auch im Rahmen großer Veranstaltungen mit internationalem Renommee wie der „Vogalonga“ oder der „Regata Storica“ in Venedig an.